# Azra (Rapper)
Azra (* 1974 in Berlin-Kreuzberg) ist ein deutscher Rapper. Er arbeitete unter anderem mit Eko Fresh zusammen und wurde durch das gemeinsame zweisprachige Album Dünya dönüyor - Die Welt dreht sich im Jahr 2004 zeitweilig bekannt.

## Leben
Der in Kreuzberg geborene Rapper besuchte zunächst das Gymnasium und wechselte auf eine Realschule. 2002 veröffentlichte er seine erste EP Azrabesk, die von Fettfleck produziert wurde. 2004 folgte das Album von „Eko & Azra“, das deutsche und türkische Raptexte beinhaltete. Aus ihm wurde die zusammen mit Philippe Bühler aufgenommene Single Eigentlich schön ausgekoppelt. Zu dieser erschien auch ein Video, und der Rapper trug den Titel u. a. bei der „Tafel der Demokratie“ zur Amtseinführung von Horst Köhler vor, was auch im deutschen Fernsehen (n-tv) zu sehen war.

## Einzelbelege
1. ↑  Philipp Gässlein: "Dünya Dönüyor - Die Welt Dreht Sich" von Eko und Azra – Album. In: laut.de. 7. Juni 2004, abgerufen am 10. März 2024.

| Personendaten    | Personendaten             |
| ---------------- | ------------------------- |
| NAME             | Azra                      |
| KURZBESCHREIBUNG | deutsch-türkischer Rapper |
| GEBURTSDATUM     | 1974                      |
| GEBURTSORT       | Berlin-Kreuzberg          |